# David Parnas

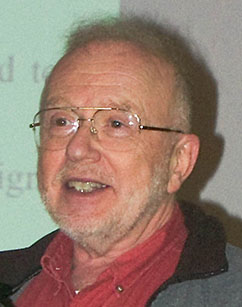
David Parnas

David Lorge Parnas (* 10. Februar 1941 in Plattsburgh, New York) ist ein US-amerikanischer Informatiker.
Parnas ist ein Pionier der Softwaretechnik. Er entwickelte das Modulkonzept, welches mit seinem Geheimnisprinzip (Datenkapselung) eine wesentliche Grundlage der heutigen objektorientierten Programmiersprachen ist. Parnas erhielt seinen PhD von der Carnegie Mellon University, wo er auch als Professor arbeitete. Er lehrte außerdem an der University of North Carolina, an der Technischen Hochschule Darmstadt, an der University of Victoria, an der Queen’s University in Kingston, Ontario, an der McMaster University in Hamilton, Ontario, sowie an der University of Limerick in Irland. Er lebt jetzt als kanadischer Staatsbürger in Ottawa.
Er engagierte sich außerdem gegen das SDI-Programm der USA.

## SDI-Programm
Am 5. Juni 1985 wurde David Parnas in den SDIO-Ausschuss (Strategic Defense Initiative Organization) berufen, trat jedoch bereits am 28. Juni aus dem Ausschuss zurück. In einem offenen Brief erklärte er, dass er militärische Forschung grundsätzlich unterstütze. Das SDI-Programm halte er jedoch für unnütz.
Er begründete das folgendermaßen:
- Die Computertechnik ist laut Parnas nicht in der Lage, die Aufgaben des SDI-Programms zu erfüllen. Insbesondere ist problematisch, dass das System feindliche Raketen erkennen muss, deren genaue Eigenschaften nicht bekannt sind. Zudem ist es unmöglich, das System ausreichend zu testen. Da sich potenzielle Gegner trotzdem darauf einstellen werden, dass die Abwehr funktioniert, führt SDI zu einer Eskalation des Rüstungwettlaufs.
- Die SDIO war laut Parnas nicht geeignet, die Forschung sinnvoll zu finanzieren und zu verwalten.

In der Tat gilt das SDI-Programm heute als gescheitert.

## Auszeichnungen
- ACM Best Paper Award 1979
- Most Influential Paper award, International Conference on Software Engineering
- Ehrendoktor des Informatik-Departments, ETH Zürich, 1986
- Fellow der ACM (Association for Computing Machinery), 1994
- Ehrendoktor der Faculté des Sciences Appliquées, Université catholique de Louvain, Belgien, 1996
- ACM SIGSOFT Outstanding Research award 1998
- Mitglied der Royal Irish Academy, 2006[3]
- GI Fellow, seit September 2008[4]
- Fellow des Institute of Electrical and Electronics Engineers (IEEE), 2009
- Ehrendoktor der Technischen Universität Wien (Dr. Tech.H.C.), 2011[5]